# Paradas da Rolling Stone

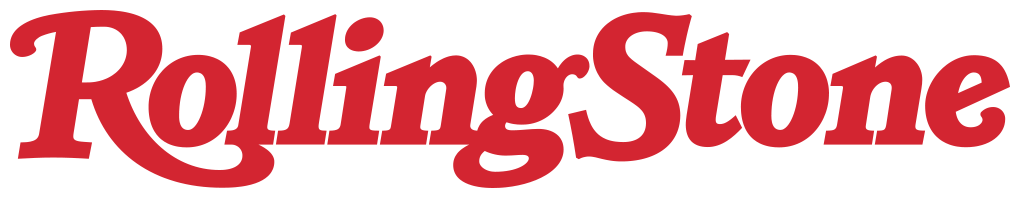
Logo da revista Rolling Stone

As paradas da Rolling Stone tabularam a relativa popularidade semanal de canções e álbuns nos Estados Unidos. Os dados da parada foram fornecidos pela empresa de análise Alpha Data (anteriormente BuzzAngle Music) e os resultados foram publicados no site da revista Rolling Stone, ambas propriedades da Penske Media Corporation, com sede nos Estados Unidos.
As paradas da Rolling Stone competiram com as paradas da Billboard, que são fornecidas pela Nielsen SoundScan e publicadas pela revista Billboard. As paradas da Rolling Stone foram diferenciadas por sua ênfase em streaming e atualizações diárias, enquanto ainda publicam uma versão final semanal na segunda-feira seguinte à semana de contagem de sexta a quinta-feira. Elas foram anunciadas em 7 de maio de 2019 e deveriam ser lançadas em 13 de maio, mas foram lançadas em 2 de julho. As paradas foram encerradas no final de outubro de 2021 após a edição de 21 de outubro, com a Billboard se tornando uma publicação PMC irmã da Rolling Stone na última parte de 2020, tornando as paradas da Rolling Stone internamente duplicadas e supérfluas.

## Antecedentes
Desde que a Billboard começou a publicar suas primeiras paradas musicais em 1944 (depois de publicar uma lista de "hit parade" sem classificação desde 1936), as paradas da Billboard foram consideradas o padrão para medir a popularidade da música nos Estados Unidos. Ao longo do século 20, vários concorrentes vieram e foram, incluindo gráficos publicados em Cash Box (1952–96), Record World (1954–82) e Radio & Records (1973–2009). Ao longo do tempo, distinções incompletas entre vendas de álbuns, remessas de álbuns, downloads digitais e streaming foram fontes de críticas em relação à validade das paradas.
A Rolling Stone anunciou pela primeira vez que lançaria um grupo de paradas musicais em 7 de maio de 2019. A data de lançamento programada para o projeto foi anunciada pela revista como 13 de maio de 2019. Foi incluído no anúncio de que as paradas seriam alimentadas por informações fornecidas pela empresa de análise de dados Alpha Data, anteriormente conhecida como "BuzzAngle Music" antes de sua mudança de nome em 13 de maio de 2019. A Alpha Data é de propriedade da empresa controladora da Rolling Stone, Penske Media Corporation, que adquiriu integralmente a revista no início de 2019. Em 11 de maio, foi anunciado que o lançamento público seria adiado indefinidamente e o projeto permaneceria em versão beta privada, citando intenções de "otimizar com parceiros do setor" e "garantir totalmente a suavidade" do projeto.
As paradas musicais serviram como concorrentes das paradas da Billboard, publicadas pela revista Billboard, com sede em Nova York, desde 1958. Além disso, a Alpha Data atua como concorrente da Nielsen Media Research, uma empresa de análise que fornece dados das paradas da Billboard.

## Metodologia
As paradas da Rolling Stone seguiram uma semana de contagem de sexta a quinta-feira, com base no fuso horário do leste dos Estados Unidos e consistente com o padrão da indústria de lançar novas músicas às sextas-feiras desde o dia do lançamento global em 10 de julho de 2015. As paradas semanais finais foram publicadas na segunda-feira seguinte à semana de rastreamento anterior. (Por exemplo, para uma semana de rastreamento começando na sexta-feira, 1º de janeiro e terminando na quinta-feira, 7 de janeiro, os gráficos semanais finais seriam publicados na segunda-feira, 11 de janeiro).
Uma canção deve ter sido vendida por pelo menos US$ 0,49 para que essa venda seja registrada em uma determinada semana de contagem; unidades vendidas por menos do que o preço mínimo exigido nos primeiros três meses de lançamento não seriam consideradas para paradas semanais. Uma "unidade de canção" foi determinada por um algoritmo que pondera uma venda de música digital como 1 e, respectivamente, avalia 120 fluxos baseados em assinatura e 360 streams suportados por anúncios como uma unidade equivalente a uma canção. No que diz respeito às unidades equivalentes a álbuns, uma canção era geralmente considerada como parte do primeiro álbum em que foi incluída, com exceção das primeiras quatro semanas em que uma canção experimenta um aumento no consumo devido à inclusão em uma compilação ou álbum de maiores sucessos. Para paradas em que o streaming foi a única métrica para o posicionamento da parada, o tipo de fluxo foi desconsiderado e ponderado de forma equivalente entre si.
Um álbum deve ter sido vendido por pelo menos US$ 3,75 para que essa venda seja registrada em uma determinada semana de contagem; unidades vendidas por menos do que o preço mínimo exigido no primeiro mês de lançamento não seriam consideradas para paradas semanais, mas seriam refletidas em suas vendas ao longo da vida. Uma "unidade de álbum" é determinada por um algoritmo que pondera uma venda de álbum em formato padrão digital, CD e cassete como 1; vendas de álbuns em formato de deluxe digital e CD como 1,3; vendas de um álbum em formato padrão de vinil como 2; vendas de um álbum de vinil em formato deluxe como 2,5; e, respectivamente, valoriza 10 vendas de músicas digitais, 1.200 streams baseados em assinatura e 3.600 streams suportados por anúncios como uma unidade equivalente a um álbum. Uma edição de álbum foi considerada "deluxe" se o conteúdo bônus não exceder a duração da edição padrão, caso em que as edições padrão e deluxe figurariam como um único álbum. Uma edição de álbum foi considerada "super deluxe" se o conteúdo bônus exceder a duração da edição padrão, caso em que a edição super deluxe seria um álbum separado das versões padrão e deluxe. As vendas em pacote (por exemplo, com ingressos para shows ou mercadorias) são consideradas válidas desde que as informações do produto indiquem especificamente que o álbum está incluído na compra; as vendas são registradas no resgate de um código de download digital ou no cumprimento de um pedido físico.

## Paradas de canções

### Rolling StoneTop 100
A Rolling Stone Top 100 compilou as 100 canções mais populares nos Estados Unidos. A posição de uma canção foi determinada por streams e compras e exclui "escuta passiva", incluindo reprodução de rádio. A parada foi emitida pela primeira vez em 2 de julho de 2019, para a semana de 21 a 27 de junho de 2019.
A primeira canção número um na Rolling Stone Top 100 foi "Old Town Road" de Lil Nas X em 27 de junho de 2019. A última canção número um foi "Easy on Me" de Adele em 21 de outubro de 2021.

### Rolling StoneTrending 25
A Rolling Stone Trending 25 compilou as 25 canções com maior crescimento nos Estados Unidos. A posição de uma canção era determinada exclusivamente pelo crescimento percentual de seus streams e excluía as músicas que haviam se destacado na Top 100.

## Paradas de álbuns

### Rolling StoneTop 200
A Rolling Stone Top 200 compilou os 200 álbuns mais populares nos Estados Unidos. A posição de um álbum foi determinada por streams e compras do álbum e das canções nele, e excluiu a "escuta passiva", incluindo a reprodução de rádio. A parada foi emitida pela primeira vez em 2 de julho de 2019, para a semana de 21 a 27 de junho de 2019.
O primeiro álbum número um na Rolling Stone Top 200 foi Help Us Stranger da The Raconteurs em 27 de junho de 2019.

## Paradas de artistas

### Rolling StoneArtists 500
A Rolling Stone Artists 500 compilou os 500 artistas mais populares dos Estados Unidos. A posição de um artista era determinada exclusivamente por streams de seu catálogo de músicas.

### Rolling StoneBreakthrough 25
A Rolling Stone Breakthrough 25 compilou os 25 artistas com maior crescimento nos Estados Unidos. A posição de um artista foi determinada exclusivamente pela demanda de streams e excluiu artistas que figuraram na parada Artists 500.